# Sergio Leavy
Sergio Napoleón Leavy (San José de Metán, 22 de noviembre de 1963) es un empresario y político argentino. Actualmente se desempeña como Senador de la Nación Argentina en representación de la Provincia de Salta y también es el presidente del Partido de la Victoria en su provincia natal.

## Biografía
Sergio Leavy nació el 22 de noviembre de 1963 en la Ciudad de San José de Metán. Es hijo de Eduardo Luis Leavy, odontólogo. Tiene tres hermanos entre ellos Eduardo "Chanchín" Leavy que también es político.
Realizó sus estudios primarios y secundarios en el colegio Juan Carlos Dávalos de la Ciudad de San José de Metán. Ingresó en el Colegio Militar de la Nación en el año 1982 donde permaneció hasta el año 1985, año en que pide la baja. Luego empezó a estudiar en la Universidad del Salvador en la Ciudad Autónoma de Buenos Aires la Licenciatura en Informática, si bien no logró ser licenciado si obtuvo el título de Técnico en Programación.
En el año 1988 se instala en la Ciudad de Tartagal donde comienza a emprender en el rubro maderero. Fruto de ese trabajo es que fue elegido por sus pares como Presidente del Centro Empresario Maderero, cargo que ocupó desde 1992 hasta el año 2009.

## Carrera política
A fines de los años noventa empieza a participar en política dentro de las filas del Partido Justicialista. En la familia Leavy ya había habido otros políticos de renombre. El abuelo paterno, Napoleón Leavy había sido senador nacional durante el gobierno de Arturo Frondizi y también tenía un tío, Luciano Leavy, que había sido presidente de la Cámara de Diputados de la Provincia de Salta durante el gobierno de Bernardino Biella.
En el año 2003 se presenta por primera vez a un cargo electivo y con los resultados logrados obtuvo una banca en la Cámara de Diputados de la Provincia de Salta en representación del Departamento General José de San Martín, departamento en donde queda la Ciudad de Tartagal. Cuatro años más tarde se presentó como candidato a Intendente de la Ciudad de Tartagal con el apoyo del candidato a gobernador Juan Manuel Urtubey y le ganó al candidato del Partido Renovador de Salta y en ese entonces intendente en funciones Darío Valenzuela.
En el medio de esas dos elecciones Leavy fue elegido por sus pares como presidente del Partido de la Victoria. Pasando entonces de ser delegado por el Departamento General José de San Martín a Presidente del partido en todo el territorio de la Provincia de Salta. Sergio se mantiene todavía en el cargo.

Tras un alud en 2009 Cristina Fernández de Kirchner visitó incluso la ciudad y luego a través del ministerio correspondiente le envió dinero a la ciudad para reparar los daños producidos por la catástrofe natural. destinado a la construcción de un parque industrial, el nuevo Régimen Promoción Forestal. Ley N.º 6609, Ruta Provincial N.º 33, pavimentación tramo Los Laureles y Enripiado Ruta 40; la Ley N.º 6547, Declaración de bienes de funcionarios públicos. Implementó los sistemas de gestión de calidad en organismos púbicos, certificando con entes de certificación los procesos de gran cantidad de organismos a través de las normas ISO 9001 y, con mayor importancia, trabajar en coordinación con el Gobierno de la Provincia y el Gobierno de la Nación, así como con otros sectores económicos, sindicales, profesionales, universitarios y sociales.
En definitiva el cuerpo deliberante de la Ciudad de Tartagal votó el 20 de octubre de 2009 por el juicio político del intendente y lo destituyó de su cargo con el voto de ocho de los once ediles. Destitución que luego se paralizó judicialmente.
Sergio Leavy buscó renovar su mandato como intendente en el 2011 enfrentándose nuevamente al exintendente y su predecesor en el cargo, Darío Valenzuela. El "Oso" ganó nuevamente las elecciones. En el año 2013 se presenta como candidato a diputado nacional por el PV pero no logra ninguna banca al sacar 48.349 votos, los tres diputados nacionales que ingresaron a la cámara baja de la nación fueron del PRO (Durand Cornejo), del PO (Pablo López) y del PJ (Evita Isa, hija del en ese entonces intendente de la capital Miguel Isa).
Tras haber cumplido con dos mandatos al frente del municipio Leavy buscó conseguir otro periodo más en el año 2015, ya que estaba contemplado en la Constitución de la Provincia de Salta. La misma no establecía en ese entonces límites de reelección para los intendentes municipales. Sergio Leavy dentro del Partido de la Victoria ganó las Elecciones PASO de ese año con 13.039 votos que significaban el 42,44% de los votos válidos. Su principal contrincante seguía siendo el Partido Renovador de Salta que en esta ocasión no presentaba a Valenzuela sino que impulsaba a Gabriela Martinich para el puesto. En las elecciones generales el "Oso" ganó nuevamente la Intendencia de Tartagal con 14.931 votos que representaban el 45,54% de los votos válidos. El PRS quedó segundo con 8.670 votos que representaban el 26,44% de los votos. Ese mismo año Leavy se candidateó para el Parlasur con el Partido de la Victoria pero perdió la interna contra el exgobernador Hernán Hipólito Cornejo sacando un total de 83.757 votos contra 171.257 votos del exmandatario provincial.
En el año 2017 el intendente de Tartagal se presentó como candidato a Diputado nacional por la provincia de Salta. El frente elegido era Unidad Ciudadana que respondía al armado de la expresidenta Cristina Fernández de Kirchner. Sus principales rivales provenían del frente Cambiemos que respondía al presidente Mauricio Macri y el frente Unidad y Renovación que respondía al gobernador Urtubey. En las elecciones PASO salió tercero con 108.761 votos que representaban el 17,38% de los votos. Habilitado para las generales, Leavy salió nuevamente tercero pero logrando una banca para su espacio. El Oso obtuvo 152.774 votos con un 22,55% de los votos, por encima de él saldría el ganador de las elecciones Martín Grande con 208.889 con un 30,83% de los votos y segundo Andrés Zottos, ex vicegobernador, con 162.940 votos, equivalente a 24,05% de los votos.
Antes de asumir su banca como diputado nacional Leavy no renunció a su cargo como intendente de Tartagal sino que pidió licencia sin goce de sueldo. La moción fue aprobada por el concejo pero con el rechazo del bloque de la Unión Cívica Radical que llamó a la jugada una estafa al pueblo y una acción anticonstitucional. En 2018 Leavy renunció a su cargo como intendente asumiendo en su reemplazo su hermano, Eduardo Leavy, quien era presidente del concejo deliberante a cargo del departamento ejecutivo municipal.

## Senador Nacional
En el año 2019 se presentó a las elecciones para Senador Nacional por la provincia de Salta en las elecciones nacionales y por otro lado buscaba ser Gobernador de la Provincia de Salta en las elecciones provinciales. Esto hizo que lo llamasen el candidato a todo. En las elecciones PASO a nivel nacional, el Frente de Todos ganó en la categoría de senadores con 308.073 votos (48,44%) por sobre los 143.612 votos (22,58%) del frente Juntos por el Cambio. Luego de ese envión, en donde Leavy ganó en  su categoría, llegó la elección PASO de la provincia. El Frente de Todos en estas elecciones salió segundo por detrás del frente de Gustavo Sáenz. para Gobernador. Leavy le ganó la interna al en ese entonces vicegobernador y exintendente de la capital Miguel Isa pero estuvo diez puntos porcentuales por debajo del intendente la capital Gustavo Sáenz que sacaba el 42,81% de los votos a diferencia de los 32,22% del FdT. Nuevamente en el plano nacional, Leavy ganó en la categoría de senadores, logrando dos bancas por la mayoría, una para él y otra para Nora Giménez. El senador de la minoría fue el exgobernador Juan Carlos Romero
. El Oso sacó en esa ocasión 311.770 votos que significaban un total de 45,96% de los votos válidos, su principal rival, Romero, logró crecer respecto a las PASO pero no le alcanzó para dar vuelta el resultado. Sus votos fueron 239.676 y alcanzó el 35,33% de los votos. De todas maneras el Oso Leavy aún debía competir por la gobernación de Salta, en las elecciones generales logró 184.987 votos (menos que en su candidatura a senador) que significaban el 26,29% de los votos y salió segundo, por detrás del electo Gustavo Sáenz que lograba obtener 377.389 votos que lo catapultaban a la gobernación de Salta con un 53,65% de los votos. 

Finalmente Leavy renunció a su banca como diputado nacional para asumir como senador, Nora Giménez quién la secundaba en la lista de diputados nacionales del 2017 tampoco asumió la banca de la cámara baja nacional porque también juró como senadora nacional. Por lo tanto la banca de diputado nacional quedó para el tercero de la lista, Juan Emilio Ameri.
En el año 2023 en las elecciones provinciales Leavy introdujo al Partido de la Victoria en el frente Avancemos, un frente variopinto que estaba integrado por dirigentes peronistas como Emiliano Estrada y Nora Giménez pero también de derecha como Alfredo Olmedo, Carlos Zapata, Cristina Fiore y Martín Grande e independientes como Felipe Biella y Bernardo Biella.